# I Had Too Much to Dream (Last Night)
«I Had Too Much to Dream (Last Night)» es una canción escrita por Annette Tucker y Nancie Mantz, grabada a fines de 1966 por la banda The Electric Prunes. Fue lanzada en su segundo sencillo, y alcanzó el puesto n.º 11 del Billboard Hot 100 y el n.º 49 en el Reino Unido, en 1967. 
También fue el tema principal del debú de la banda, y llegó a ser más conocido como tema de apertura del influyente álbum Nuggets, compilación de garage rock y temprana música psicodélica, lanzado en 1972.
La canción describe a un hombre con síntomas de resaca tras un encuentro con su chica, diciendo que tuvo "demasiado para soñar" la noche anterior. Título que es un juego de palabras con "demasiado para beber" (cuando se toman demasiadas bebidas alcohólicas), y de ahí la secuela resacosa.

## Orígenes de la canción
Los Electric Prunes empezaron siendo The Sanctions en la Taft High School de Los Ángeles, y se rebautizaron en 1966. Les presentaron al productor musical Dave Hassinger y, tras una serie de ensayos en casa de Leon Russell, debutaron con el sencillo "Ain't It Hard". A pesar del fracaso comercial, Reprise Records accedió a que la banda grabara un segundo sencillo. 
Persuadido de que no podían escribir sus propios temas, Hassinger pidió material al equipo formado por la compositora Annette Tucker y la letrista Nancie Mantz. Una de las melodías era "I had too much to dream (last night)", una canción que, según algunas fuentes, fue concebida como una balada para piano y orquesta. Sin embargo, recuerda Tucker, "un día di con el título y llamé a Nancie. A ella le encantó y la escribimos al día siguiente en media hora... Allí estaban las palabras, y mi melodía salió con facilidad. Yo tenía entonces influencias de los Rolling Stones y así es como la escuché cuando se grabó... Nancie y yo la vimos como una canción rock." Una versión demo, grabada para Hassinger por el cantautor Jerry Fuller (a veces identificado erróneamente como Jerry Vale), podría ser la explicación de que se asocie la canción con una balada.
En ese momento, los Electric Prunes estaban formados por el cantante James Lowe, guitarra solista Ken Williams, guitarra rítmica James "Weasel" Spagnola, bajista Mark Tulin y Preston Ritter a la batería. La guitarra oscilante y distorsionada de apertura tiene su origen en los ensayos en casa de Russell, donde Williams grababa con una Gibson Les Paul de 1958 que tenía una palanca de vibrato Bigsby. Según Lowe, "estábamos grabando una cuarta pista, dándole la vuelta a la cinta y regrabando, cuando llegamos al final. Dave seleccionó una cinta y no apretó 'record,' y el playback en el estudio iba en aumento: un chorro de guitarra que sacudía los oídos. Ken había estado moviendo su palanca Bigsby, con algún timbre agudo y trémolos, al final de la cinta. Mandarla adelante era guay. Atrás, sorprendente. Corrí a la cabina y dije: '¿Qué fue eso?' No tenían los monitores encendidos, así que no lo habían oído. Hice que Dave separase ese fragmento y lo guardara para más adelante."

El sencillo fue lanzado en noviembre de 1966. Al principio fue eclipsado por la fiebre navideña, pero a principios de 1967 experimentó una firme subida en las listas norteamericanas y, al final, logró el puesto n.º 11. Alcanzó igualmente el n.º 49 de las británicas. Tal éxito permitió a la banda salir de gira y lanzar un álbum homónimo, así como un sencillo que sería su continuación: "Get me to the world on time".

## Otras versiones
Otros artistas han grabado el tema: Wayne/Jayne County and the Electric Chairs, Stiv Bators, The Damned, The Vibrators, Doro Pesch, Paul Roland, Ulver y Webb Wilder.